# Kémiai kötés
Kémiai kötésnek nevezzük a kémia területén azt az állapotot, amikor különböző anyagok atomjai reakcióba lépnek egymással, hogy stabilis külső elektronhéj alakuljon ki. Vegyi reakciók során, a vegyértékelektronok révén elsőrendű kémiai kötés alakul ki.
A tapasztalat szerint azonos elektronegativitású kémiai elemek között kovalens, erősen különböző elektronegativitású elemek között ionos kötés jön létre. A molekulák közötti, úgynevezett intermolekuláris erők másodrendű kötéseket hozhatnak létre, amelyek az elnevezésük ellenére inkább kölcsönhatásoknak tekinthetők, mintsem kötéseknek.
| Rendű  | Kötéstípusok                  | Kölcsönhatások                                    | Kölcsönhatási energia (kJ/mol) | Kölcsönhatási energia (kJ/mol) | Példák                  |
| Első-  | Ionos                         | Kation-anion                                      | 400-4000                       | Erős                           | Na+Cl−(sz)              |
| Első-  | Kovalens                      | Elektronpárok                                     | 150-1100                       | Erős                           | F2(g), CH4(g)           |
| Első-  | Fémes                         | Kationok és a vegyértékhéj elektronok             | 75-1000                        | Erős                           | Na(s), Mg(s)            |
| Másod- | Ion-dipól                     | Töltés és a permanens dipól                       | 40-600                         | Erős                           | Na+–H2O                 |
| Másod- | Hidrogénkötés                 | Poláris hidrogén és a nemkötő elektronpár         | 10-40                          | Közepes                        | H2O–H2O H2O–CH3OH       |
| Másod- | Dipólus-Dipólus               | Állandó dipólusok közt                            | 5-25                           | Közepes                        | HCl-HCl                 |
| Másod- | Ion-indukált dipól            | Ion és az általa keltett dipólus közt             | 3-15                           | Gyenge                         | Fe2+–O2                 |
| Másod- | Dipól-indukált dipól          | Állandó dipólus és az általa keltett dipólus közt | 2-10                           | Gyenge                         | HCl–Cl2                 |
| Másod- | Indukált dipól-indukált dipól | Pillanatnyilag kialakult dipólusok közt           | 0,05-40                        | Gyenge                         | Ar(g)–Ar(g) C6H14–C6H14 |

Fajtái:

## Elsődleges kötések
Két adott atom között kialakuló kötés típusának meghatározásához szükséges a két atom elektronegativitásának összege (ΣEN) és különbsége (ΔEN).
- Ha ΣEN kicsi és ΔEN kicsi, akkor fémes kötés jön létre.
- Ha ΣEN nagy és ΔEN kicsi, akkor kovalens kötés jön létre.
- ΔEN nagy, akkor ionos kötés jön létre.

Az elektronegativitás segítségével meghatározható az is, hogy egy atom képes-e hidrogénkötés kialakítására. Csak a három legnagyobb elektronegativitású elem (fluor, oxigén, nitrogén) képes erre.

### Kovalens kötés
Kovalens (másként homopoláros) kötést két (esetleg több) atom között megosztott (közös, kötő) elektronpárok hoznak létre, hogy mindegyik atom stabilis elektronszerkezettel rendelkezhessen. Akkor jöhet létre, ha az atomok elektronegativitásának különbsége nem több 1,7-nél. A kovalens kötéseket több szempont szerint csoportosíthatjuk.

#### Polaritás szerint
A kovalens kötés lehet apoláris és poláris, attól függően, hogy az alkotó atomok elektronvonzó-képessége – elektronegativitása – milyen mértékben tér el egymástól.
- Apoláris a kovalens kötés elemmolekulák (Pl: H2) és azon vegyületmolekulák esetén, amelyekben a kötések polaritása kiegyenlíti egymást (pl.: szén-dioxid, metán)
- Poláris a kovalens kötés azon vegyületmolekulák esetén, amelyeknek polaritását a kötéspolaritás és a molekula alakja együttesen alakítja ki (pl.: hidrogén-klorid, víz, ammónia)

A molekulák polaritását a kötések polaritása és a molekulák alakja (a molekulában az elektronpályák elhelyezkedése) együttesen határozza meg.

#### A kötőelektronok száma szerint
A kötés lehet kolligációs, amikor mindkét atom biztosít 1-1 elektront a kötés kialakításához, és lehet datív (koordinatív), amikor a két atom egyike adja a teljes elektronpárt.
A kötésben részt vevő elektronpárok számától függően lehetséges egyszeres vagy többszörös (kétszeres, háromszoros stb.) kötés.

#### A kötőelektronok alhéja szerint
Attól függően, hogy a kötés az s, p vagy d alhéjon levő elektronok között jön létre, a kötés lehet szigma-, pi- illetve delta-kötés.

#### A kötőelektronok lokalizációja szerint
A kötőelektronok lokalizációja szerint a kovalens kötés lehet lokalizált (helyhez kötött) és delokalizált (nem helyhez kötött). A csak lokalizált kovalens kötéseket tartalmazó anyagok az áramot nem vezetik, mivel nincs bennük szabadon mozgó töltéshordozó (ion vagy elektron).

### Ionos kötés
Ionos (heteropoláris) kötés keletkezésekor az egyik atomból a legkülső elektronhéjon levő elektron(ok) a szomszédos atom elektronhéjába épül(nek) be és mindkét atom ionos formába kerül. Az eltávozó illetve a felvett elektronok számát nevezzük az ion töltésszámának. Az így létrejött pozitív (kation) és negatív (anion) töltésű ionok elektrosztatikusan vonzzák egymást. Az ellentétes töltésű ionok azonban csak bizonyos határig közeledhetnek egymáshoz, mert a túl közel kerülő elektronfelhők taszító hatása megakadályozza a további közeledést és végső soron az ionok egybeolvadását. A kötés nagyon stabil, mert a vegyértékelektronok átkerülnek a másik atom elektronfelhőjébe. Bár általában fém és nemfém közt jön létre, ahol a fém töltése pozitív, és a nemfémé negatív, előfordulnak két fém közt létrejövő ionos kötések például a cézium-auridban, két nemfém közt létrejövő ionos kötések például az ammónium-kloridban, valamint pozitív töltésű nemfémet és negatív töltésű fémet tartalmazó kötések például a tetrametil-ammónium-auridban.

### Fémes kötés
A fémes kötés az elsőrendű kötéseknek olyan esete, amikor az elektronok az anyagban egyenletesen oszlanak el. 
A kialakulásának feltétele az, hogy a fématomok vegyértékhéján kevés számú elektron van, ezek az atommagtól viszonylag messze vannak, és kisebb energiával kötődnek, ezt mutatja kicsi ionizációs energiájuk is.
A fématomok a kristályban úgy rendeződnek, hogy a rácspontokban a fématomtörzsek helyezkednek el, és közöttük a kapcsolatot a vegyértékelektronok biztosítják. Ezek az elektronok valamennyi fématomhoz közösen tartoznak, így delokalizált elektronrendszer jön létre. A fématomok között kialakult kötést fémes kötésnek nevezzük. A fémes kötés olyan elsőrendű kémiai kötés, amelyben a rácspontokban lévő atomtörzseket delokalizált elektronok tartják össze.
A fémes kötés erőssége függ az atomok méretétől és a vegyértékelektronok számától, de a kötési energia kisebb, mint az ionos és kovalens kötés esetében. Ennek megfelelően vannak alacsony és magas olvadáspontú fémek. Például: nátrium (Na) op: 98 °C, króm (Cr) op: 1902 °C.

## Másodlagos kötések
A másodlagos kötések energiája nagyságrenddel kisebb, mint az elsődlegeseké. Ilyen kötések lehetnek például a kovalens kötésekkel összetartott molekulák „között”. Energiaközlés hatására a másodlagos kötések bomlanak fel először, miközben az egyes molekulák szerkezete sértetlen marad. Az egynemű molekulák közti kötések határozzák meg például a halmazállapotot, keménységet stb. 

### Hidrogénkötés
Az IUPAC szerint a hidrogénkötés (X−H...Y) olyan vonzó kölcsönhatás egy molekula hidrogénje (H), vagy egy, a hidrogénnél elektronegatívabb molekularészlethez (X) kovalensen kapcsolódó hidrogénatom (X−H) és ugyanazon vagy egy másik molekula atomcsoportja közt, amelynek kialakulására van (elméleti vagy kísérleti) bizonyíték. Bizonyítékként elsősorban geometriai (krisztallográfiás) kritériumok, spektroszkópiai eredmények (jellemzően vörös eltolódás az IR spektrumban, illetve a HX csoport hidrogénjének eltolódása az NMR spektrumban) vagy elméleti számítások (az elektronsűrűség matematikai analízise során H és a Y között talált kötéskritikus pont) szolgálnak. Tapasztalatok szerint a hidrogénkötés kialakulásához egy nagy elektronegativitású, kis méretű és nemkötő elektronpárral rendelkező elem atomja szükséges, amelyhez közvetlenül kapcsolódik egy hidrogénatom. Elsősorban három elem képes ilyen kötés kialakítására, a fluor, az oxigén és a nitrogén. E hidrogénatom és egy másik (a korábban említett tulajdonságokkal rendelkező) molekulában lévő nemkötő elektronpár alakítja ki a kötést.
Intra- (molekulán belüli) és intermolekuláris (molekulák közötti) hidrogénkötés is lehetséges. Utóbbira példa a víz, kis molekulatömegéhez képest kiemelkedően magas olvadás- és forráspontjával (a hasonló szerkezetű, de jóval nagyobb molekulatömegű kén-hidrogén szobahőmérsékleten gáznemű). Előbbire példák a cukrok, ahol egy molekula hidroxilcsoportjának hidrogénje képez hidat az ugyanennek a hidroxilcsoportnak az oxigénje és a karbonilcsoport oxigénje között.

### Ion és dipólus közötti kölcsönhatások

#### Ion és állandó dipólusos molekulák közötti kölcsönhatás
Ionok és állandó elektromos dipólusmomentummal rendelkező molekulák között kialakuló elektrosztatikus kölcsönhatás. Hasonlít az orientációs kölcsönhatáshoz, de annál sokkal erősebb, mert az ionok töltése jóval nagyobb, mint a dipólusmolekulák töltése. A kölcsönhatásban részt vevő ion és dipólusmolekula úgy helyezkedik el, hogy a pozitív és negatív csoportok egymás mellett legyenek, ezzel maximalizálva a köztük lévő vonzást. A kölcsönhatás nagy szerepet játszik pl. a víz és az ionok interakciója során, ennek a hatásnak köszönhető, hogy hidrátburok alakul ki a vizes oldatban lévő ionok körül.
Az ion–permanens dipól kölcsönhatás a hidrogénkötésnél is erősebb.

#### Ion és az általa indukált dipólus közötti kölcsönhatás
Ionok és állandó elektromos dipólusmomentummal nem rendelkező molekulák vagy atomok között kialakuló elektrosztatikus kölcsönhatás. Hasonlít az indukciós kölcsönhatáshoz, de annál sokkal erősebb, mert az ionok töltése jóval nagyobb, mint az indukált dipólusok töltése. A folyamat során az ion dipólust hoz létre az apoláris molekulában (illetve atomban), s ennek az indukált dipólusnak az ellentétes töltésű pólusát vonzza.

### Van der Waals-kölcsönhatások
Azokat a „molekulák közötti” kötéseket soroljuk ide, amelyek a molekulán belüli töltésaszimmetriából, dipólusból következnek. A dipólusok lehetnek állandóak (permanens dipólus), átmenetiek és indukáltak. A van der Waals-kölcsönhatások lezárt elektronhéjú atomok vagy molekulák között alakulnak ki, energiája az elsőrendű kötések energiájának kb. huszadrésze. Ezért a molekularácsos szerkezetű anyagok (elemek és vegyületek) alacsony olvadás- és forráspontúak: közönséges körülmények között gáz halmazállapotúak vagy folyékonyak, de ha molekulatömegük elég nagy, szilárdak is lehetnek. Kristályaik meglehetősen puhák.
A van der Waals-kötéseknek három fajtáját különböztetjük meg:
1. orientációs hatás, más néven Keesom-erő (permanens dipólusok közötti kölcsönhatás)
2. indukciós effektus, más néven Debye-erő (permanens dipólus és az általa indukált dipólus közötti kölcsönhatás)
3. diszperziós hatás, más néven London-féle erő (átmeneti dipólus és az általa indukált dipólus közötti kölcsönhatás)

#### Permanens dipólus és permanens dipólus közötti (Keesom) kölcsönhatás
Többé-kevésbé polarizált, azaz (állandó) dipólusmomentummal rendelkező részecskék között fellépő irányított kölcsönhatás. Orientációs hatásnak is nevezzük, mert a dipólusmolekulák a kedvező állapot irányába forgatják egymást. Gyengébb a hidrogénkötésnél, de erősebb a diszperziós kölcsönhatásnál. Oka a részleges töltésmegoszlással bíró részecskék, illetve azok ellentétesen töltött pólusai között fellépő elektrosztatikus erőhatás. Kisebb molekuláknál (például ammónia, hidrogén-klorid) ez normál állapotban nem elegendő ahhoz, hogy az anyag gázfázisból kondenzáljon, de egy folyadékfázisú dipólusos rendszerben többé-kevésbé lokális rendezettséget eredményez, azaz adott környéken lévő molekulák többé-kevésbé azonos irányba állnak be dipólusaik szerint. A dipólusmolekulák kölcsönhatása rendezett szerkezetet alakíthat ki folyékony vagy szilárd halmazállapotban. Meghatározó tényező a dipólusmomentum (fizikai vektormennyiség, mely a negatív töltések súlypontjából a pozitívak súlypontja felé irányul, nagyságát pedig a két töltéssúlypont közötti távolság és a parciális töltés szorzata adja meg), a hőmérséklet és a részt vevő molekulák mérete. 
A van der Waals-kötések közül a Keesom-kölcsönhatás a legerősebb. Ezért a dipólusmolekulák között inkább előfordulnak szilárd anyagok és folyadékok, mint az apoláris molekulájú anyagok közt.

#### Permanens dipólus és indukált dipólus közötti (Debye) kölcsönhatás
Állandó dipólusmomentummal rendelkező molekula és apoláris molekula között kialakuló kölcsönhatás – indukált dipólus jön létre. Azért nevezzük indukciós hatásnak (indukciós effektusnak), mert a dipólusmolekula elektromos megoszlást indukál az apolárosban, így már kialakulhat a vonzás.
Ennek a kölcsönhatásnak a van der Waals-kötéseken belül is kicsi az energiája. Az atomok saját vagy indukált dipólusmomentumából származik, és a távolsággal gyorsan csökken az 1/r6 törvény szerint. 
Ez a kötéstípus előfordul például a poláros vízmolekulák és az apoláros jódmolekulák közt.

#### Átmeneti dipólus és indukált dipólus közötti (London-féle, diszperziós) kölcsönhatás
Indukált dipól-indukált dipól kölcsönhatás, más néven diszperziós kölcsönhatás. Apoláris atomok vagy molekulák közötti vonzóerő, melyet a molekulák átmeneti polarizációja okoz. A polarizációt az elektronfelhő mag körüli rezgései alakítják ki. Csak kvantummechanikai alapon magyarázható. Lényege, hogy ha két atom közelít egymáshoz, a két atommag és a két elektronfelhő taszítja egymást, míg az egyik mag és a másik elektronfelhő között vonzás lép fel. Ez még kevés lenne az összekapcsolódáshoz, az atomoknak olyan rezgésállapotot kell megvalósítani, amelyben a pozitív és negatív töltések súlypontja nem esik egybe, és a vonzóerők eredője valamivel nagyobb, mint a taszítóerőké.
A diszperziós kölcsönhatás annál erősebb, minél több az egy molekulára jutó elektronok száma. Ezért nagyobb diszperziós erők hatnak két jódmolekula között, mint két fluormolekula között. Ha nagyobb erők hatnak a szomszédos molekulák között, akkor nagyobb hő kell a leküzdésükhöz, nő az olvadás- és forráspont. Ezért nő pl. az alkánok olvadás- és forráspontja a molekulatömeg növekedésével. 
A diszperziós erők nagysága függ még a molekula alakjától is. Minél könnyebben polarizálható a molekula, annál erősebb a diszperziós kölcsönhatás.
Ez a fajta erő tartja össze például a nemesgázokat cseppfolyós állapotban, nagyon alacsony hőmérsékleten.